# Fraueneishockey-Bundesliga 2015/16
Die Saison 2015/16 war die 28. Austragung der Fraueneishockey-Bundesliga in Deutschland. Die Ligadurchführung erfolgte durch den Deutschen Eishockey-Bund. Die Spielzeit der Hauptrunde begann mit ihrem ersten Spieltag am 26. September 2015 und endete am  6. März 2016. Die Frauenmannschaft des ECDC Memmingen gewann zum ersten Mal in der Vereinsgeschichte den deutschen Meistertitel.

## Modus
Wie in der Vorsaison spielten die Bundesliga-Vereine zunächst eine Doppelrunde aus. Der Sieger der Doppelrunde wird der Deutsche Meister. Die bisherige Drei-Punkteregelung wird beibehalten, so dass bei einem Sieg in der regulären Spielzeit der Sieger drei Punkte, der Verlierer gar keinen Punkt erhält. Bei einem Unentschieden nach der regulären Spielzeit erhielten beide Mannschaften jeweils einen Punkt. Der Sieger des anschließenden Penaltyschießens erhielt einen Zusatzpunkt.

## Teilnehmende Mannschaften
- ESC Planegg
- EC Bergkamen
- OSC Berlin
- ECDC Memmingen
- SC Garmisch-Partenkirchen (bis Februar 2016)
- ERC Ingolstadt
- Maddogs Mannheim
- Hannover Lady Scorpions

Die Liga begann mit den Mannschaften der Vorsaison und der aus der 2. Liga Nord aufgestiegenen Mannschaft der Hannover Lady Scorpions. Im Februar 2016 wurde die Mannschaft des SC Garmisch-Partenkirchen vom Spielbetrieb zurückgezogen, so dass die Meisterschaft mit sieben Mannschaften zu Ende gespielt wurde.

## Tabelle
Stand: Saisonende, 6. März 2016
| Platz | Mannschaft              | Spiele | S  | OTS | SOS | OTN | SON | N  | Tore    | Punkte |
| ----- | ----------------------- | ------ | -- | --- | --- | --- | --- | -- | ------- | ------ |
| 1.    | ECDC Memmingen          | 24     | 20 | 0   | 2   | 0   | 0   | 2  | 123:032 | 64     |
| 2.    | ESC Planegg/Würmtal     | 24     | 20 | 0   | 0   | 0   | 1   | 3  | 139:038 | 61     |
| 3.    | ERC Ingolstadt          | 24     | 15 | 0   | 1   | 0   | 1   | 7  | 117:055 | 48     |
| 4.    | OSC Berlin              | 24     | 7  | 0   | 4   | 0   | 0   | 13 | 074:080 | 29     |
| 5.    | EC Bergkamener Bären    | 24     | 8  | 0   | 1   | 0   | 3   | 12 | 050:063 | 29     |
| 6.    | Hannover Lady Scorpions | 24     | 6  | 0   | 0   | 0   | 3   | 15 | 053:105 | 21     |
| 7.    | Maddogs Mannheim        | 24     | 0  | 0   | 0   | 0   | 0   | 24 | 011:194 | 0      |

## Beste Spielerinnen
| Spielerin           | Verein         | Spiele | Tore | Assists | Punkte | Min. |
| ------------------- | -------------- | ------ | ---- | ------- | ------ | ---- |
| Danielle Gagné      | ERC Ingolstadt | 24     | 34   | 22      | 56     | 22   |
| Andrea Lanzl        | ERC Ingolstadt | 24     | 22   | 30      | 52     | 6    |
| Sarah MacDonnell    | ESC Planegg    | 24     | 19   | 31      | 50     | 18   |
| Julia Zorn          | ESC Planegg    | 22     | 23   | 23      | 46     | 6    |
| Tracy McCann        | ERC Ingolstadt | 21     | 12   | 29      | 41     | 46   |
| Kaitlyn Keon        | ECDC Memmingen | 24     | 23   | 17      | 40     | 12   |
| Nicola Eisenschmid  | ECDC Memmingen | 24     | 20   | 20      | 40     | 20   |
| Kayla Campero       | ESC Planegg    | 24     | 20   | 20      | 40     | 24   |
| Sarah Robson        | ECDC Memmingen | 24     | 14   | 21      | 35     | 10   |
| Theresa Wagner      | ESC Planegg    | 23     | 10   | 24      | 34     | 18   |
| Kerstin Spielberger | ESC Planegg    | 22     | 18   | 15      | 33     | 18   |
| Marina Swikull      | ECDC Memmingen | 24     | 14   | 19      | 33     | 20   |

## Meisterkader
| Deutscher Meister ECDC Memmingen | Tor: Franziska Albl, Emma Schweiger, Justine Richter Abwehr: Carina Bitzer, Susanne Fellner, Theresa Fritz, Julia Gemsjäger, Daria Gleißner, Lena Klement, Anna-Lena Niewollik, Tiana Rehder, Carina Strobel Angriff: Manuela Anwander, Luisa Brugger, Nicola Eisenschmid, Kaitlyn Keon, Sarah Robson, Antje Sabautzki, Julia Seitz, Marina Swikull, Larissa Swikull, Johanna Winter Trainer: Werner Tenschert, Markus Rose |